# Inter-National League 2012/2013
Inter-National League 2012/2013 var den första gången som Inter-National League spelades. Ligan bestod av 6 lag, varav fyra från Österrike och två från Slovenien, som totalt spelade 30 omgångar i grundserien. De fyra främsta gick vidare till slutspel. EHC Bregenzerwald vann ligan efter att ha besegrat HK Slavija Ljubljana i finalen.

## Grundserien
| Nr | Lag                  | S  | V  | ÖV | ÖF | F  | GM  | IM  | MS  | P  |
| -- | -------------------- | -- | -- | -- | -- | -- | --- | --- | --- | -- |
| 1  | EK Zell am See       | 30 | 17 | 5  | 0  | 8  | 116 | 93  | +23 | 61 |
| 2  | HK Slavija Ljubljana | 30 | 12 | 2  | 4  | 12 | 72  | 83  | −11 | 44 |
| 3  | HK Triglav Kranj     | 30 | 13 | 1  | 3  | 13 | 103 | 100 | +3  | 44 |
| 4  | EHC Bregenzerwald    | 30 | 11 | 3  | 3  | 13 | 107 | 97  | +10 | 42 |
| 5  | VEU Feldkirch        | 30 | 12 | 1  | 3  | 14 | 83  | 87  | −4  | 41 |
| 6  | EHC Lustenau         | 30 | 10 | 3  | 2  | 15 | 90  | 111 | −21 | 38 |

## Slutspel

### Semifinal
- EK Zell am See – EHC Bregenzerwald 2–3 i matcher
- HK Slavija Ljubljana – HK Triglav 3–0 i matcher

### Final
- EHC Bregenzerwald – HK Slavija Ljubljana 3–2 i matcher